# Флагманский спуск
Фла́гманский спуск — улица в городе Таганроге Ростовской области, основана в XVIII веке.

## География
Протяженность Флагманского спуска составляет 290 метров. Начало спуска приходится на территорию, которая расположена у 1-го Крепостного переулка и улицы Шевченко. Спуск расположен в естественном овраге на южной стороне мыса.

## История
Флагманский спуск — один из первых спусков, который появился в городе Таганроге. За период своего существования он успел поменять несколько названий: Спускной, Адмиралтейский, Николаевский, Никольский, Морской. Согласно городским легендам, спуск располагается в овраге, на который поднимался Пётр I, когда ему необходимо было выбрать место для гавани и крепости в 1696 году. Сохранилась гравюра 1702 года, на которой хорошо обозначено, что овраг был перекрыт забором и караульной избой. В 1774 году спуск стал более обустроенным, и носил название Спускного съезда. После того, как в этой местности стало располагаться адмиралтейство, получил название Адмиралтейского. Когда в начале XIX века, вблизи спуска появился дом флагмана, спуск стал называться Флагманским. Со временем он опять был переименован в Николаевский или Никольский, в связи с близким расположением Церкви Святого Николая Угодника. Она находилась в самом начале спуска. В 1836 и 1902 году проводились работу по мощению спуска. В советские времена спуск был переименован в Морской, затем опять в Флагманский. Со временем на спуске появился тротуар и перила. В самом начале спуска расположен рыбообрабатывающий завод.